# Aulo Cecina Alieno
Aulo Cecina Alieno (em latim: Aulus Caecina Alienus; m. 79) foi um general e político romano nomeado cônsul sufecto para o período de setembro a outubro de 69 com Fábio Valente, ambos aliados do imperador Vitélio. Era oriundo de Vicentia.
Tácito o descreve como um homem bonito e de ambição sem limites, um orador talentoso e um favorito dos soldados.

## Carreira
Em 68, Alieno foi questor da província da Bética e foi nomeado legado pelo imperador Galba depois da morte de Nero. Contudo, quando se soube que Cecina havia ganho dinheiro com suborno, Galba o processou por desvio de dinheiro público. No final de 68 e início do ano seguinte, Cecina desertou Galba e passou a servir como legado da Legio IV Macedonica, sediada em Mogoncíaco e aliada a Vitélio, de quem ele recebeu o comando de todo o exército da Germânia Superior. Por ordem dele, Alieno marchou para o norte da Itália, onde iria se encontrar com o exército de Fábio Valente, que vinha da Gália, para enfrentar as forças de Otão, que havia assassinado Galba e controlava as legiões italianas. No caminho, Cecina derrotou os helvécios e chegou até Verona, ocupando a região do vale do Pó. Depois de ser derrotado na Batalha de Locus Castrorum, perto de Cremona, por Suetônio Paulino, Cecina se juntou às forças de Valente e os dois venceram a Primeira Batalha de Bedríaco em 14 de abril de 69, o que levou Otão ao suicídio.
Em Lugduno e depois em Roma, Cecina e Valente receberam muitas honras do novo imperador. Em setembro, os dois assumiram o posto de cônsules sufectos com mandato até o final do ano. Cecina foi nomeado por ele comandante geral das forças vitelianas contra os exércitos flavianos. Temendo uma derrota, Cecina foi capturado por seus soldados quando tentava bandear para o lado de Vespasiano. Depois da derrota para Vespasiano na Segunda Batalha de Bedríaco, Cecina foi capturado por Antônio Primo, o legado da VII Galbiana e enviado a Vespasiano, que o recebeu bem. Em Roma, Vitélio, que culpou Cecina pela derrota, o substituiu por seu confidente Rósio Régulo em 31 de outubro por um dia.
Em 79, Cecina participou de um complô contra Vespasiano com Éprio Marcelo e acabou sendo executado por ordem de Tito, filho dele.